# Bolívar (delstat)

Bolívar läge i Venezuela

Bolívars flagga

Bolívar är en av Venezuelas 23 delstater (estados), belägen i den sydöstra delen av landet. Den har en yta på 238 000 km², störst av delstaterna, och en befolkning på 1,5 miljoner invånare (2007). Huvudstad är Ciudad Bolívar.
Delstaten skapades 1901.

## Kommuner
Delstatens kommuner (municipios) med centralort inom parentes.
1. Caroní (Ciudad Guayana)
2. Cedeño (Caicara del Orinoco)
3. El Callao (El Callao)
4. Gran Sabana (Santa Elena de Uairén)
5. Heres (Ciudad Bolívar)
6. Padre Pedro Chien (l Palmar)
7. Piar (Upata)
8. Raúl Leoni (Ciudad Piar)
9. Roscio (Guasipati)
10. Sifontes (Tumeremo)
11. Sucre (Maripa)